# Taylor Hendricks
Taylor Thomas Hendricks (Fort Lauderdale, Florida; 22 de noviembre de 2003) es un baloncestista estadounidense que pertenece a la plantilla de los Utah Jazz de la NBA. Con 2,06 metros de estatura, juega en la posición de ala-pívot. 

## Trayectoria deportiva

### Universidad
Jugó una temporada con los Knights de la Universidad de Florida Central, en la que promedió 15,1 puntos, 7 rebotes, 1,4 asistencias y 1,7 tapones por partido. Fue incluido en el segundo mejor quinteto de la American Athletic Conference y el primer equipo freshman. Al término de la temporada, se presentó al draft de la NBA y firmó con un agente, renunciando al resto de su elegibilidad universitaria.

#### Estadísticas
| Año     | Equipo | PJ | PT | MPP  | %TC  | %3P  | %TL  | RPP | APP | ROB | TPP | PPP  |
| ------- | ------ | -- | -- | ---- | ---- | ---- | ---- | --- | --- | --- | --- | ---- |
| 2022–23 | UCF    | 34 | 34 | 34.7 | .478 | .394 | .782 | 7.0 | 1.4 | .9  | 1.7 | 15.1 |

### Profesional
Fue elegido en la novena posición del Draft de la NBA de 2023 por los Utah Jazz. Hendricks se convirtió en la selección más alta del draft habiendo disputado únicamente una temporada con UCF. Debutaba en la NBA el 25 de octubre de 2023 ante Sacramento Kings y alternó varios encuentros con el filial de la G League, los Salt Lake City Stars. En total disputó 40 encuentros con el primer equipo, 23 de ellos como titular.
Al comienzo de su segundo año en Utah, el 28 de octubre de 2024 ante Dallas Mavericks, sufría una grave lesión en la rodilla que le haría perderse el resto de la temporada.

## Estadísticas de su carrera en la NBA

### Temporada regular
| Año     | Equipo | PJ | PT | MPP  | %TC  | %3P  | %TL  | RPP | APP | ROB | TPP | PPP |
| ------- | ------ | -- | -- | ---- | ---- | ---- | ---- | --- | --- | --- | --- | --- |
| 2023-24 | Utah   | 40 | 23 | 21.4 | .450 | .379 | .793 | 4.6 | .8  | .7  | .8  | 7.3 |
| 2024-25 | Utah   | 3  | 3  | 25.0 | .222 | .250 | .750 | 5.0 | .7  | 1.7 | 1.3 | 4.7 |
| Total   | Total  | 43 | 26 | 21.7 | .434 | .368 | .788 | 4.7 | .8  | .8  | .8  | 7.1 |